# Starlet (musikgrupp)
Starlet är en svensk indiepopgrupp, bildad 1995.
Gruppen skivdebuterade med 1998 års Diary and Herself, utgiven på det amerikanska bolaget Parasol Records. Albumdebuten skedde med From The One You Left Behind (1997, Parasol). Uppföljaren Stay on My Side kom 2000 (Parasol/Labrador). Skivan rosades av kritikerna och hamnade på musiktidskriften Spins lista över de 2000 års bästa album. Tredje fullängdsalbumet heter When the Sun Falls on My Feet (2002).

## Diskografi
- 1997 – From The One You Left Behind
- 2000 - Stay on My Side
- 2002 - When the Sun Falls on My Feet

## Medlemmar
- Anders Baeck, trummor
- Ludvig Engelbert, trummor
- Jonas Martinsson, sång, gitarr
- Henrik Mårtensson, bas, sång
- Joakim Ödlund, gitarr

### Fotnoter
1. 1 2  ”Starlet”. Labrador. Arkiverad från originalet den 4 december 2013. https://web.archive.org/web/20131204030012/http://www.labrador.se/releases/starlet.php3. Läst 1 mars 2012.